# Oktawa (akustyka)
Oktawa – w akustyce jest to relacja dwóch dźwięków o stosunku częstotliwości akustycznych 2:1.
Pojęcia oktawa używa także do określenia pasma częstotliwości, którego górna i dolna granica pozostają w stosunku 2:1; oktawę stanowią trzy kolejne tercje. W tym przypadku definiuje się trzy częstotliwości charakterystyczne dla pasma oktawy:
- {\displaystyle f_{d}} – częstotliwość dolna,
- {\displaystyle f_{o}} – częstotliwość środkowa,
- {\displaystyle f_{g}} – częstotliwość górna,

które pozostają w następujących zależnościach:
{\displaystyle {\frac {f_{g}}{f_{d}}}={\frac {2}{1}},}
{\displaystyle f_{d}=f_{o}\cdot {\sqrt[{-2}]{2}},}
{\displaystyle f_{g}=f_{o}\cdot {\sqrt[{2}]{2}},}
{\displaystyle f_{o}=f_{d}\cdot {\sqrt[{2}]{2}}=f_{g}\cdot {\sqrt[{-2}]{2}}.}
Zakres dźwięków słyszalnych został podzielony na jedenaście oktaw o częstotliwościach środkowych odpowiednio:
| Nr oktawy | {\displaystyle f_{d}} | {\displaystyle f_{o}} | {\displaystyle f_{g}} |
| --------- | --------------------- | --------------------- | --------------------- |
| 1         | 11,3 Hz               | 16 Hz                 | 22,6 Hz               |
| 2         | 22,3 Hz               | 31,5 Hz[2]            | 44,5 Hz               |
| 3         | 44,5 Hz               | 63 Hz[2]              | 89,1 Hz               |
| 4         | 88,4 Hz               | 125 Hz                | 177 Hz                |
| 5         | 177 Hz                | 250 Hz                | 354 Hz                |
| 6         | 354 Hz                | 500 Hz                | 707 Hz                |
| 7         | 707 Hz                | 1000 Hz               | 1414 Hz               |
| 8         | 1414 Hz               | 2000 Hz               | 2828 Hz               |
| 9         | 2828 Hz               | 4000 Hz               | 5657 Hz               |
| 10        | 5657 Hz               | 8000 Hz               | 11314 Hz              |
| 11        | 11314 Hz              | 16000 Hz              | 22627 Hz              |
Korzystając z powyższych wzorów można obliczyć, że najniższa oktawa o częstotliwości środkowej 16 Hz rozciąga się od 11,3 Hz, a najwyższa o częstotliwości środkowej 16 kHz – do częstotliwości 22,6 kHz.
Względna szerokość pasma oktawowego wynosi 70,7% częstotliwości środkowej każdej oktawy.
Na potrzeby analizy infradźwięków i ultradźwięków używa się także podziału na oktawy poniżej i powyżej pasma słyszalnego, budowane w oparciu o ten sam schemat.